# 尊严 (瑞士机构)
Dignitas，中文通常翻译为尊严，是一家位於瑞士、專門幫助罹患絕症和有嚴重身心理疾病的患者，在合格醫師和護士的協助下安樂死的機構。他們於蘇黎世已經幫助了超過1000人安樂死。此外，應瑞士法院要求，他們只在精神科醫師完善鑑定病人，建立深入的醫療報告後，才會進行協助自殺。

## 歷史與執行
Dignitas於1998年由一位瑞士律師，路德维格·米内利所創。瑞士法律規定，協助自殺只在「因自私自利的動機」的情況下違法。
客戶除了要與多位Dignitas員工進行面談外，還必須會診另一位中立的醫生。這位醫生要分別在面談之前和之後與病患各見面一次，負責評估病患提供的證據。. 這個階段同時也會簽屬病患求死證明書，並由兩位中立的見證人簽名。若是該客戶因病無法親自簽名，會改採錄影的方式。影片中會確認客戶的身分，詢問他們是否求死，且是否出自自由意志而不受任何型式的強迫。這個知情同意的證明不會被公開，它只用於任何可能發生的合法性爭議之中。
最後在提供客戶們足以致死的過高劑量藥物之前幾分鐘，該客戶會被再次提醒，服用該藥絕對會致命。此外，Dignitas會再三向他們確認他們真的要繼續進行下去，或是花一些時間考慮一下。這給他們停止整個過程的機會。然而，若在這個時間點他們仍決定繼續，他們將服下致死劑量的藥物。

### 輔助自殺方法
一般來說，Dignitas使用下列步驟協助自殺：先口服止吐劑；半小时或一小時後，將粉狀的戊巴比妥（一種鎮靜催眠藥）溶於水或果汁中，服下足以致死的高劑量。  有需要的話，可以使用吸管。過量的戊巴比妥會抑制中樞神經系統，使得服用者在五分鐘內睡著。該人呼吸會變得愈來愈淺，直到停止呼吸。通常來說，從麻醉到完全昏迷會在服藥後三十分鐘以內發生。
2008年，有幾個案例採用的是吸入氦氣作為自殺的方式。這樣無須受到醫療監督和處方用藥的限制，因此較為便宜。

### 統計
2008年3月的一場面談中，路德維希·米內利表示，Dignitas已經協助840人自殺了，其中有六成是德國人。 到了2010年，Dignitas協助自殺的總人數已經超過1000人。
大部分Dinitas的客戶不是一開始就計畫要自殺，而是希望萬一他們病情變差，使得他們無法忍受時，他們還有最後一層保障。後來病情沒有惡化的人，有七成再也沒有回到Dignitas。
接受Dignitas協助自殺服務的客戶中，有21%的人不是末期疾病患者，而是單純「對人生感到厭倦」。

### 花費與財政
依據路德維希·米內利的說法，Dignitas向使用協助自殺服務的客戶收取4000歐元；若還需要Dignitas協助處理一些家務事，如：葬禮、醫療開銷，Dignitas加收3000歐元。但若真的經濟困難，費用可有所減免。在瑞士的法律下，Dignitas屬於非營利組織，但它卻不公開其財務狀況，引來一些批評。

### 「自殺之旅 (Suicide Tourism)」
雖然德國是「協助自殺」的主要市場，但截至2012年3月，大約已經有180位英國公民前往蘇黎世，在一間Dignitas所租的公寓中完成自殺。
2010年，在與多發性硬化症對抗了10年以後，英國漫畫家约翰·希克伦顿選擇在Dignitas結束生命。

### Dignitas前員工的指控
Soraya Wernli在2005年3月以前在Dignitas當過兩年半的護理師。她控訴Dignitas是個「只關心自身利益的死亡生產線」。. 她宣稱許多有錢、身價高的客戶會被加收額外費用，且這群人中不乏非末期患者；她也抱怨有些病患在痛苦中死去。Dignitas否認了所有的指控，並指出Soraya Wernli已經離開Dignitas數年。路德維希·米內利表示：「如果檢舉人認為我唯利是圖的話，歡迎採取法律行動。」

### 當地（瑞士）人與組織的反應
Dignitas創辦者路德維希·米內利描述這幾年來，Dignitas遭逢不少困難。2007年9月，由於Dignitas被三間公寓逐出，所以路德維希·米內利只好在車內提供兩位德國人協助自殺服務。於2007年10月，當地理事會禁止Dignitas在一間私人房屋提供服務。又於2007年12月，一項暫時性的裁定禁止Dignitas在一間生意興隆的妓院旁的一棟建築內提供服務。

### 病患類型
雖然Dignitas幾乎沒有提供任何相關的資料，但在接受Dignitas服務的客戶中，大致上有21%的個案不是末期病患。另外，特定的地方對潛在客戶設有年齡限制，以免年輕人濫用它們的服務。

### 在蘇黎世河中發現骨灰罈
2010年4月，潛水警員在蘇黎世河中發現60餘個骨灰盒。每個盒子上都印有努爾海姆火葬場（Dignitas所合作的火葬場）的標誌。前員工Soraya Wernli曾在18個月前向泰晤士報爆料，Dignitas至少傾倒了300個骨灰盒到湖中。她表示，起初是路德維希·米內利親自為之，但後來他指使他的女兒和其他員工這麼做。2008年，兩名Dignitas的員工在正要把20具屍體的骨灰倒入湖中時被逮個正着。

### 有關Dignitas的媒體資料
紀錄片「死亡的權利？」於2008年在Sky Real Lives（英國的電視頻道）上播出，並於2010年3月在美國公共電視網的「前線」節目上重播（影片名改叫做「自殺客 (The Suicide Tourist)」）。本片由加拿大及奧斯卡得主約翰·札利斯基執導。本片記錄了數個到瑞典接受協助自殺服務的個案。其中一個故事描寫一位59歲的退休大學教授克雷格·埃沃特，他得了一種運動神經性疾病。克雷格·埃沃特前往瑞士接受非政府組織 (NGO) Dignitas的協助。在片中，他在結婚37年的妻子瑪麗旁死去。本片在瑞士電視台SF1上播出，也可在Dignitas官方網站上找到這部網路影片。
BBC在瑞士製作了一部影片，片名叫瑞士短暫停留，內容描述安妮·特納博士接受Dignitas協助自殺的故事。2006年1月24日，安妮選擇在她67歲生日的前一天結束自己的生命。該影片於2009年1月25日在BBC1播出。
英國知名指揮家愛德·華堂斯是BBC愛樂樂團與倫敦皇家歌劇院的指揮，但近年來受到聽力和視力退化之苦（但非末期疾病）。他選擇在2009年7月，與他患有末期癌症的妻子一起在瑞士接受Dignitas協助自殺。當時他85歲，而他的妻子享年74歲。
在Dignitas的協助下，法國女同性戀理論學者和譯者米歇爾·郭思選擇於她的生日，2010年7月29日，自殺。
英國廣播公司第二台 (BBC2)於2011年6月13日播出一部名叫「死亡處方籤」的紀錄片。片中由一位患有阿茲海默症的作家泰瑞·普萊契引導視聽者，使我們了解瑞士Dignitas協助自殺的過程。在英國，該紀錄片獲得非常單一化的評價：極大部分的人對協助自殺這種做法的評價是正面的，例如：「勇敢的」、「重要的」 。然而，它也受到一些指控，例如它鼓勵了「殘疾是自殺的好理由」這種觀點。
Dignitas作為在安樂死議題上的一種政治立場，持續在媒體上曝光。BBC上曾出現一篇關於英國公民傑弗斯·斯貝克特之死的文章。傑弗斯是一位商人，他得了無法以手術切除的腫瘤，而且腫瘤的進展很可能會使他漸漸癱瘓。因此他決定前往瑞士，接受Dignitas的協助自殺。這篇文章點燃了在某些兩難的情況下，協助自殺的道德性爭議。前大法官伏爾克納說他會「試圖重啟英國協助自殺合法化的法案」。

## 外部連結
- Exit首頁 （页面存档备份，存于）
- Dignitas網站 （页面存档备份，存于）
- Dignitas: Swiss suicide helpers （页面存档备份，存于） （BBC上關於Dignitas的新聞，最後更新：2003年1月20日星期一，14:38 GMT）
- Death of Sir Edward Thomas Downes, CBE at Dignitas （BBC新聞 - 2009年7月）
- 雅各布·阿佩爾. "Next: Assisted Suicide for Healthy People"（页面存档备份，存于）. 哈芬登郵報. 2009年7月16日。
- 路德維希·米內利 （页面存档备份，存于）